# Virgem em majestade com o Menino e dois anjos
Virgem em majestade com o Menino e dois anjos é uma pintura de Mestre do Bigallo. A data de criação é 1275. Está localizada em Museu de Arte de São Paulo.

## Descrição
A obra foi produzida com têmpera, painel.Faz parte de Museu de Arte de São Paulo. O número de inventário é MASP.01261. o quadro retrata a Virgem Maria sentada, com o Menino Jesus em seu colo, com dois pequenos anjos representados em cada lado da imagem.